# Délczeg Gergely
Délczeg Gergely (Budapest, 1987. augusztus 9. –) magyar labdarúgó.
A Testvériségben ismerkedett meg a labdarúgással, ahonnan 9 éves korában igazolta le a REAC. A 2006–07-es szezonban a tartalékbajnokságban 8 gólt szerzett. Az élvonalban 2006. november 25-én mutatkozott be, a REAC - FC Fehérvár mérkőzésen. A 2007–08-as szezonban nem jutott szóhoz a Soproni Ligában. A Ligakupa őszi kiírásában két gólt is szerzett, 2007. augusztus 22-én a Kaposvár elleni hazai mérkőzésen, majd szeptember 19-én a ZTE FC elleni összecsapáson. A REAC II. csapatában már több szerephez jutott, 18 mérkőzésen 9 gólt szerzett.[forrás?]
2008 júliusában sikeres próbajáték után szerződtette a ZTE labdarúgócsapata.[forrás?] 1 évet töltött itt, az első csapatban kétszer lépett pályára, gólt nem szerzett. A ZTE II csapatában 21 másodosztályú találkozón 8 gólt ért el. 2009 nyarán a másodosztályba akkor kieső BFC Siófok csapatához igazolt. A másodosztályban 26 mérkőzésen 13 gólt szerzett, így tevékeny szerepet játszott, abban hogy a csapata visszajutott a legmagasabb osztályba.[forrás?] 2019 nyarán a Dorogi FC csapatához igazolt.